# Георги Селвелиев
Георги Христов Селвелиев е български индустриалец.

## Биография
Роден е през 1878 г. в Габрово, в семейството на търговеца Христо Цонев Селвелиев.
От 1910 до 1919 г. работи в съдружие с Цончо Цонев, с когото основават трикотажна фабрика „Селвелиев сие Цонев“ с моторни рундщулни машини за производство на долно облекло от фин трикотаж. След отделянето на Цончо Цонев, основава плетачно дружество „Трико“. До 1925 г. дружеството, притежаващо основен капитал от 1,6 милиона лева, продължава производството на вълнен трикотаж. През 1917 г. Георги Селвелиев е сред създателите на Индустриална банка „Габрово“ АД, по-късно подпредседател и председател на Управителния ѝ съвет. През 1925 г. окончателно е ликвидирано производството на тютюневото дружество „Габрово“. То поема целия инвентар на дружество „Трико“. Образувано е Търговско акционерно дружество „Габрово“, което е с основен капитал от 4 милиона лева. То произвежда вълнени, памучни и копринени трикотажни изделия, разделени в четири отдела – дамско облекло, мъжко долно облекло, детско долно облекло и отдел за производство на бански, спортни и юношески облекла. През 1938 г. председател на Управителния съвет става Деньо Недялков, а директор Георги Селвелиев. Закупуват се нови машини – 20 плетачни машини „Рундщул“ и „Кетен“ за производство на копринен трикотаж, както и тъкачни и апретурни машини за производство на траурен креп. Фабриката започва да произвежда нови продукти – само фини трика от европейска мрежа и от първокачествен памук и коприна. През 1942 г. вълнено-текстилният отдел работи изцяло за военни нужди. Строи се нова сграда, за която впоследствие са закупени и пуснати в действие още машини и щрайхгарна предачница с 500 вретена. Производството е разположено на 888 m2, предоставени са и общежития на работниците. След национализацията е едно от базисните предприятия на фабрика „Буря“.
Избран за подпредседател на Съюза на габровските индустриалци, чиито основни цели са защита на интересите на индустриалците пред държавните органи, регулация на конкуренцията, както и обмяна на технически и организационен опит между индустриалците. Умира през 1948 г.